# نسبت نیرو به وزن

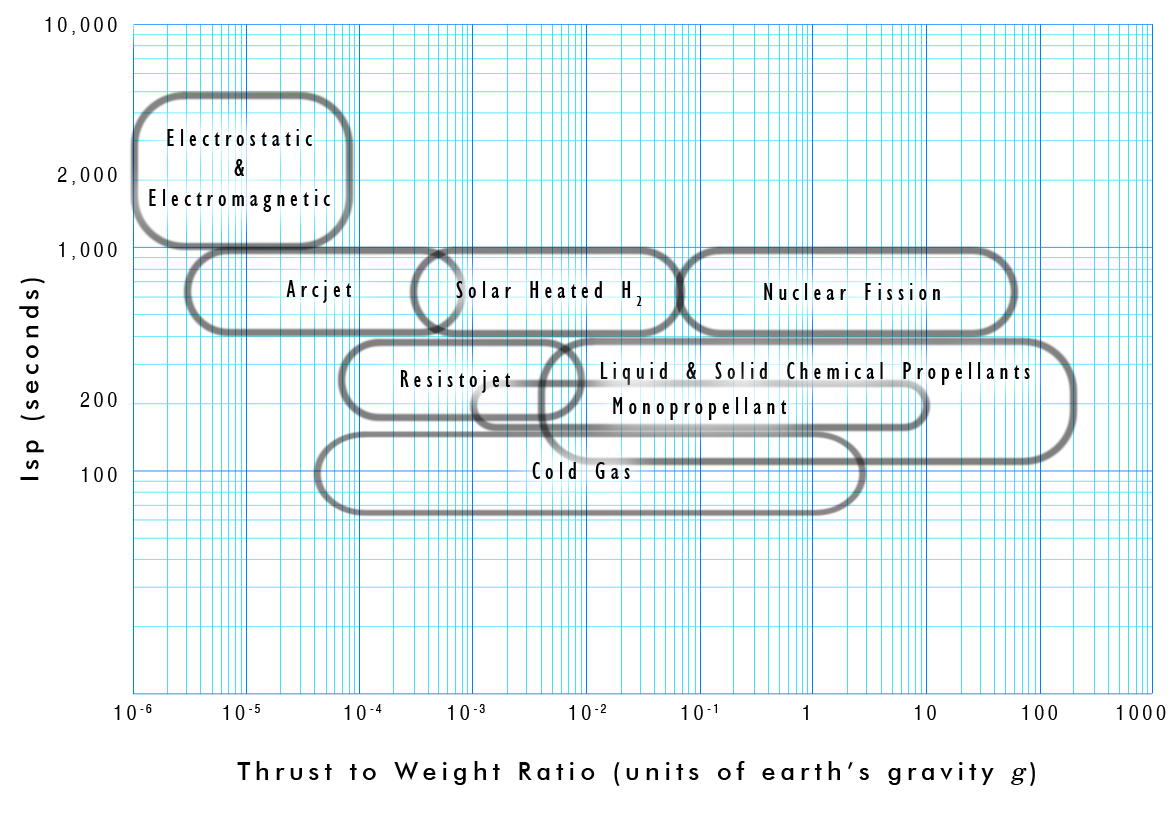
نسبت نیرو به وزن در صنعت موشک‌سازی، نسبت رانش به وزن وسیله نقلیه موشکی در مقابل تکانه ویژه برای فناوری‌های مختلف پیشران را نشان می‌دهد.

نسبت نیرو به وزن نسبتی است از نیروی یک راکت، موتور جت یا چرخنده به وزنش، یا وسیله‌ای که با چنین موتوری حرکت می‌کند. این مقداری بدون بُعد است و مشخص کننده عملکرد موتور آن وسیله است.
این نسبت برای یک وسیله نقلیه در طی عملکرد به علت مصرف سوخت یا ماده پیشرانه متغیر است. معمولاً این نسبت بر اساس مقدار اولیه آن منتشر می‌شود و به عنوان نشانگری برای توانایی آن وسیله برای مقایسه عددی در عملکرد اولیه‌اش می‌باشد.

## محاسبه
نسبت نیرو به وزن با تقسیم رانش (در واحدهای SI - در نیوتن) بر وزن (در نیوتن) موتور یا وسیله نقلیه محاسبه می شود. توجه داشته باشید که نیرو را می توان با واحد پوند (lb) نیز اندازه گیری کرد ، به شرط آنکه وزن به پوند (lb) اندازه گیری شود. تقسیم با استفاده از این دو مقدار هنوز هم نسبت رانش به وزن عددی صحیح (بدون بعد) را نشان می دهد. برای مقایسه معتبر نسبت نیرو به وزن اولیه دو یا چند موتور یا وسیله نقلیه ، نیرو باید در شرایط کنترل شده اندازه گیری شود.

## مثالهای مقادیر
جنگنده "هسا کوثر" دارای نسبت نیرو به وزن 0.61 است و ماهواره بر "سیمرغ" دارای نسبت نیرو به وزن 1.83 است.

## هواپیما
نسبت نیرو به وزن و بارگذاری بال دو پارامتر مهم در تعیین عملکرد هواپیما است.  به عنوان مثال ، نسبت نیرو به وزن هواپیمای جنگی نشانگر خوبی برای قدرت مانور هواپیما است.
نسبت نیرو به وزن به طور مداوم در طول پرواز تغییر می کند. نیرو با تنظیم گاز ، سرعت هوا ، ارتفاع و دمای هوا متفاوت است. وزن با سوختن و تغییر میزان بار متفاوت است. برای هواپیماها ، نسبت نیرو به وزن نقل شده اغلب حداکثر نیروی استاتیک در سطح دریا است که بر حداکثر وزن برخاست تقسیم می شود. هواپیماهایی با نسبت نیرو به وزن بیشتر از 1: 1 می توانند به سرعت صعود کرده و سرعت هوا را حفظ کنند تا زمانی که عملکرد در ارتفاع بالاتر کاهش یابد. 
در پرواز کروز ، نسبت نیرو به وزن یک هواپیما معکوس نسبت بالابر به کشیدن است زیرا نیرو در مقابل کشش است و وزن در مقابل بالابر است. هواپیما می تواند بلند شود حتی اگر نیرو از وزن آن کمتر باشد: اگر نسبت بالابر به کشیدن بیشتر از 1 باشد ، نسبت رانش به وزن می تواند کمتر از 1 باشد ، یعنی برای بلند کردن هواپیما از زمین به نیروی رانش کمتری نسبت به وزن هواپیما نیاز است.
{\displaystyle (T/D)_{cruis}=(D/L)_{cruis}=(1/(L/D))_{cruis}}